# Johann Zwinger
Pour les articles homonymes, voir Zwinger (homonymie).
Johann Zwinger, théologien suisse, fils du pasteur Theodor Zwinger, est né à Bâle le 26 août 1634.

## Biographie
Admis, en 1647 à l'académie, il obtint le magistère en deux ans. Il s'applique dès ce moment à la théologie et à la lecture des livres saints; et en 1654, il reçut les ordres sacrés. La même année, il se rendit à Genève pour s'y perfectionner dans la connaissance de la langue française. À son arrivée, il y soutint une thèse sur le Péché originel. La maladie de son père l'oblige à retourner à Bâle; il revint ensuite à Genève et y fut élu pasteur de l'église allemande. 
En 1656, il donne sa démission, et, par le conseil des médecins, se met à voyager. Il visita successivement Heidelberg, Utrecht, Amsterdam, Leyde, Groningue, Brême et Marbourg. De retour à Bâle, le 3 octobre, il y fut nommé, le même jour, professeur de langue grecque à l'académie. 
En 1662, il joignit à sa chaire la place de conservateur de la bibliothèque académique. L'ayant fait transporter dans le local qu'elle a occupé depuis cette époque, il en rédige le Catalogue systématique, qui forme 6 volumes in-fol. Ce travail, dont les bibliographes connaissent seuls toutes les difficultés, lui coûta plusieurs années de travail assidus; cependant il n'accepta d'autre gratification qu'un exemplaire des Œuvres d'Érasme, édition de Froben, dont la bibliothèque possédait un double. Zwinger s'était fait recevoir, en 1665, docteur en théologie, et la même année, il avait été nommé professeur dans cette faculté. 
Il en remplit 30 ans les principales chaires. Retenu dans son lit par une indisposition qui ne présentait aucun caractère grave, il expliquait à ses élèves quelques passages du Nouveau Testament, lorsqu'il fut frappé d'apoplexie et mourut subitement, le 26 février 1696 à 62 ans. 
J. Zwinger laissa quatre fils, dont l'aîné, Theodor Zwinger III.

## Source
« Johann Zwinger », dans Louis-Gabriel Michaud, Biographie universelle ancienne et moderne : histoire par ordre alphabétique de la vie publique et privée de tous les hommes avec la collaboration de plus de 300 savants et littérateurs français ou étrangers, 2e édition, 1843-1865 [détail de l’édition]